# القتال الكلابي
القتال الكلابي أحد الشعراء الصعاليك بالعصر الاموي وهو من بني قشير ولكنه نسب إلى اخواله بنو كلاب

## البدوي الطريد
شاعر أموي اسمه عبد الله وقيل عبادة بن المضرحي والقتال لقب غلب عليه لتمرده وفتكه وكان يقول : والله ما أقتل أحدا ظلما إنما يجيئني الرجل فيقول : إن فلانا ظلمني وقد جعلت لك على قتله كذا وكذا فأقتله .
كان الحب سببا لأولى الجنايات التي قادته إلى سلسلة لا تنتهي من الفتك والتمرد والتشرد فقد أضطر في أول أمره إلى قتل ابن عمه وهو يدافع عن 
نفسه بعد أن حاول هذا قتله لعلاقته بشقيقته .
سكن شعاب الجبال عشر سنين بعد أن فر من جناياته المتكررة حيث عاش حياة بدائية يصطاد الحيوانات بالنبال ويأكل مع النمر ثم سجن على يد عامل
مروان بن الحكم في المدينة لكنه قتل سجَانه وهرب من السجن وهرب معه كل السجناء ! 
في شعره كما في شخصيته بداوة وأنفة .

## قصة قتله ابن عمه
كان القتال قتال ربيعة بن عبد الله بن أبي بكر بن كلاب، يتحدث إلى ابنة عم يقال لها العالية بنت عبيد الله ، وكان لها أخ غائب يقال له: زياد بن عبيد الله . فلما قدم رأى القتال يتحدث إلى أخته، فنهاه وحلف: لئن رآه ثانية ليقتلنه. فلما كان بعد ذلك بأيام رآه عندها ، فأخذ السيف وبصر به القتال، فخرج هارباً، وخرج في إثره، فلما دنا منه ناشده القتال بالله والرحم، فلم يلتفت إليه فبينما هو يسعى، وقد كاد يلحقه، وجد رمحاً مركوزاً - وقال للسكري : وجد سيفاً - فأخذه وعطف على زياد فقتله. ثم خرج هارباً، وأصحاب القتيل يطلبونه، فمر بابنة عم له تدعى: زينب، متنحية عن الماء، فدخل عليها، فقالت له: ويحك! ما دهاك؟ قال: ألقي علي ثيابك، فألقت عليه ثيابها، وألبسته برقعها ، وكانت تمس حناء، فأخذ الحناء فلطخ بها يديه ، فلما أتوا البيت قالوا وهم يظنون أنه زينب... أين الخبيث؟ فقال لهم : أخذ ها هنا ، لغير الوجه الذي أراد أن يأخذه. فلما عرف أن قد بعدوا أخذ في وجه آخر، فلحق بعماية، وعماية جبل، فمكث فيه زماناً يأتيه أخ له بما يحتاج إليه، وألفه نمر في الجبل كان يأوي معه في شعب.

## بعض أشعاره
- إذا هم هما لم ير الليل غمة عليه ولم تصعب عليه المراكب
- قرى الهم إذ ضاف الزماع فأصبحت منازله تعتس فيها الثعالب
- جليد كريم خيمه وطباعه على خير ما تبنى عليه الضرائب
- إذا جاع لم يفرح بأكلة ساعة ولم يبتئس من فقدها وهو ساغب
- يرى أن بعد العسر يسرا ولا يرى إذا كان كان يسدر أنه الدهر لازب

و قال :
- لا يستطيع جميع الناس أن يجدوا مثلي وإن كان شخصي غير مشهور
- أبدي خلائق للأعداء طيبة مني وأقسر نفسي غير مقسور

## معاني الكلمات
غمة : مبهم وملتبس قرى: أكرم وأحسن إلبه والزماع: العزيمة وتعتس :تطوف في الليل وجليد :صبور وخيمه : سجيته والضرائب : الأخلاق
الساغب : الجائع مع التعب لازب: ثابت .